# Belpberg BE
| BE ist das Kürzel für den Kanton Bern in der Schweiz. Es wird verwendet, um Verwechslungen mit anderen Einträgen des Namens Belpberg zu vermeiden. |

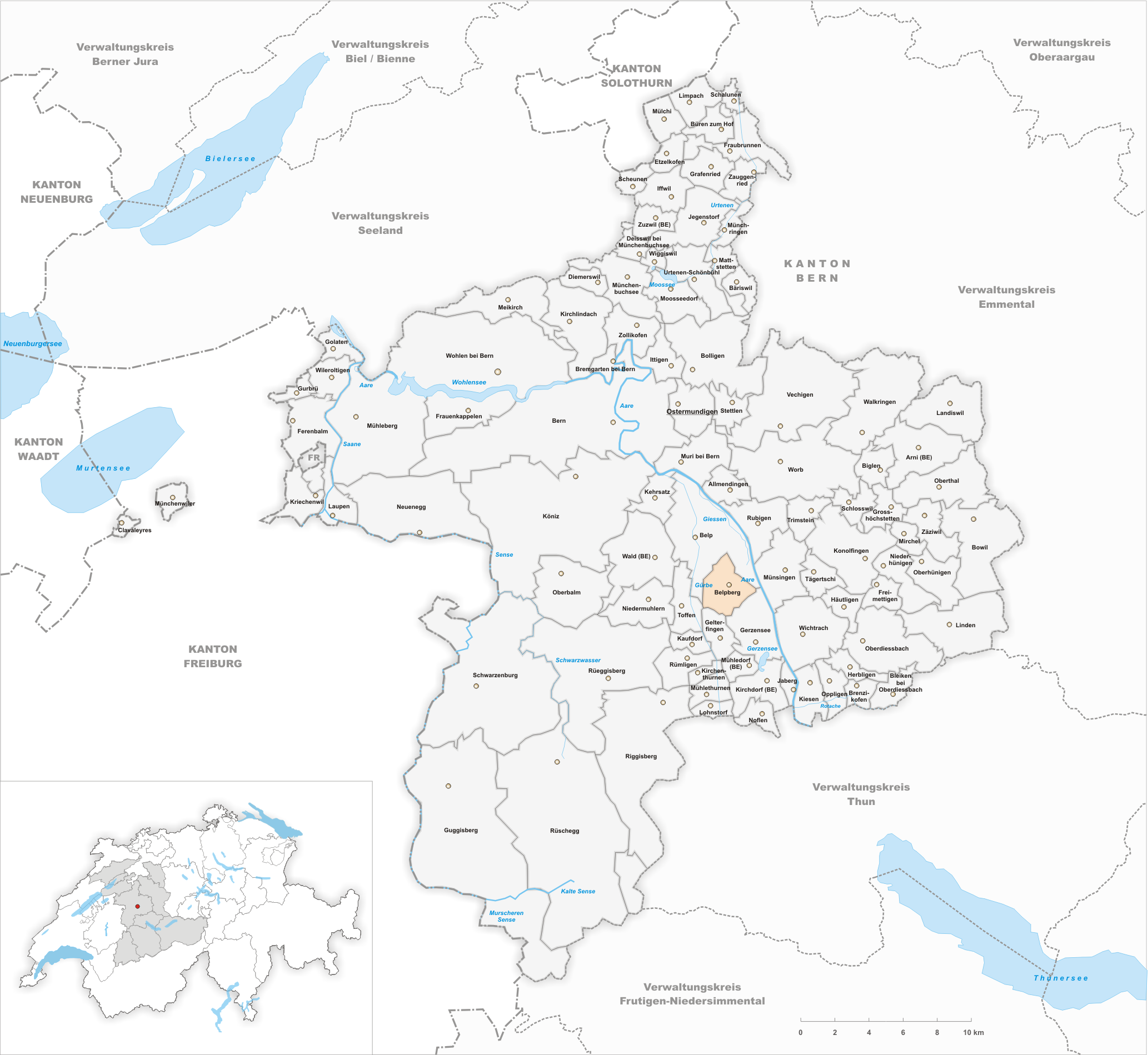
Gemeindestand vor der Fusion am 1. Januar 2012

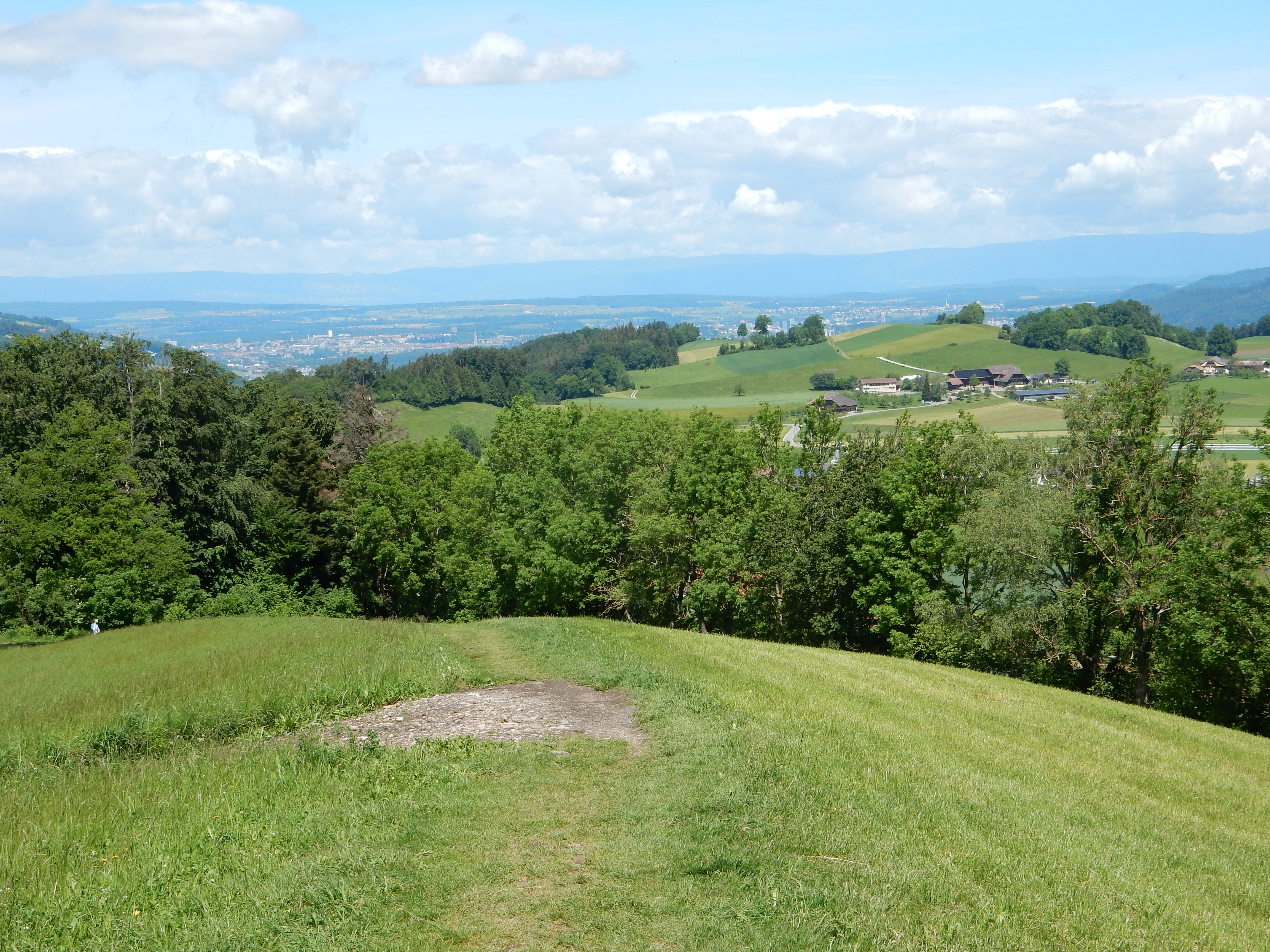
Blick vom Chutzen Richtung Norden, links hinten die Stadt Bern

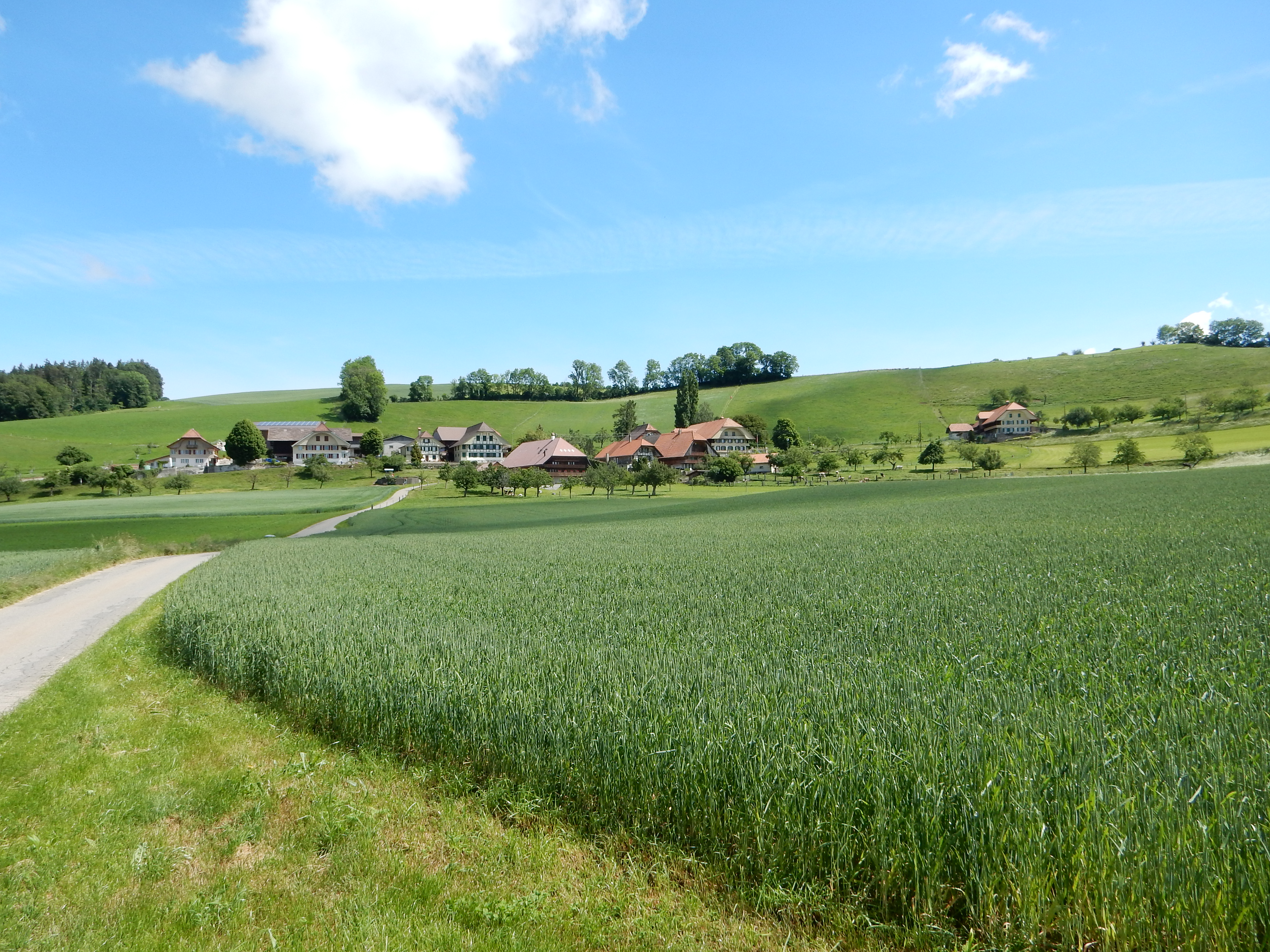
Der Weiler Hofstetten

Belpberg ist ein Ort auf dem Höhenrücken Belpberg in der politischen Gemeinde Belp im Verwaltungskreis Bern-Mittelland des Kantons Bern in der Schweiz. Bis zum 31. Dezember 2011 war Belpberg eine eigene politische Gemeinde. Die Gemeindeverwaltung befand sich im Ortsteil Linden. Am 1. Januar 2012 fusionierte Belpberg mit der Gemeinde Belp.

## Geographie
Belpberg liegt auf 802 m ü. M., 11 km südsüdöstlich der Kantonshauptstadt Bern (Luftlinie). Die Streusiedlung ohne eigentliches Dorfzentrum erstreckt sich auf dem breiten Höhenrücken des Belpbergs zwischen dem Aare- und dem Gürbetal.
Die Fläche des 5,7 km² grossen ehemaligen Gemeindegebiets umfasst einen Abschnitt des Belpbergs. Der Hauptteil des Gebietes wird vom Höhenrücken beziehungsweise vom Hochplateau des Belpbergs eingenommen (im Durchschnitt auf 800 m ü. M.). Die östliche Ortsgrenze verläuft entlang dem Waldrand oberhalb des Steilabfalls zum Aaretal. Auf dem Chutzen wird mit 893 m ü. M. der höchste Punkt der Ortschaft erreicht. Nach Westen erstreckt sich der Boden der Ortschaft über den steilen Waldhang (Chiefferenwald) hinunter bis an den Rand der Gürbeebene (die Grenze bildet die Strasse von Belp nach Gelterfingen). Die natürliche südliche Abgrenzung verläuft im Heiterentälchen (auf der Westseite des Belpberges) und im Simmlerentälchen (auf der Ostseite des Berges). Von der Gemeindefläche entfielen 1997 5 % auf Siedlungen, 28 % auf Wald und Gehölze und 67 % auf Landwirtschaft.
Belpberg besteht aus den Weilersiedlungen Linden (802 m ü. M.), Fuchsacker (771 m ü. M.), Hohburg (792 m ü. M.), Oberhüseren (800 m ü. M.), Neuhus (788 m ü. M.), Grossmatt (764 m ü. M.) und Hofstetten (800 m ü. M.) auf der Hochfläche sowie einem Teil von Heitern (538 m ü. M.) am Westfuss des Berges und zahlreichen Einzelhöfen.

## Bevölkerung
Mit 423 Einwohnern (Stand 31. Dezember 2011) gehörte Belpberg zu den kleinen Gemeinden des Kantons Bern. Von den Bewohnern waren im Jahr 2000 99,4 % deutschsprachig, 0,3 % italienischsprachig, und 0,3 % sprachen Portugiesisch. Die Bevölkerungszahl von Belpberg belief sich 1850 auf 501 Einwohner, 1900 auf 439 Einwohner. Im Verlauf des 20. Jahrhunderts pendelte sie zunächst im Bereich zwischen 430 und 470 Personen. Seit 1960 (441 Einwohner) wurde eine langsame Bevölkerungsabnahme verzeichnet.

## Wirtschaft
Belpberg war bis in die zweite Hälfte des 20. Jahrhunderts ein vorwiegend durch die Landwirtschaft geprägtes Dorf. Noch heute haben die Milchwirtschaft und die Viehzucht sowie der Ackerbau einen wichtigen Stellenwert in der Erwerbsstruktur der Bevölkerung. Ausserhalb des primären Sektors sind nur wenige Arbeitsplätze in der Gemeinde vorhanden, unter anderem in einer Schreinerei. Viele Erwerbstätige sind auch Wegpendler, die hauptsächlich in den grösseren Ortschaften der Umgebung und in der Agglomeration Bern arbeiten.

## Verkehr
Belpberg liegt weit abseits der grösseren Durchgangsstrassen, ist aber von Belp relativ einfach erreichbar. Der nächste Anschluss an die Autobahn A6 (Bern–Thun) befindet sich rund 7 km vom Dorf entfernt. Durch einen Postautokurs, welcher zu gewissen Tageszeiten die Strecke von Belp via Belpberg nach Kirchdorf (BE) bediente, war Belpberg bis 2005 an das Netz des öffentlichen Verkehrs angebunden. Heute ist es davon abgeschnitten.

## Geschichte
Keltische und römische Münzfunde deuten auf eine frühe Begehung und Besiedlung des Belpberges hin. Die erste urkundliche Erwähnung des Ortes erfolgte 1342 unter dem Namen Belpberge. Später erschienen die Bezeichnungen Belperg (1380) und Beltperg (1390). Die Etymologie des Wortstamms Belp ist unklar.
Das Gebiet von Belpberg gehörte im Mittelalter zur Herrschaft Belp-Montenach, die seit 1298 unter der Oberhoheit der Stadt Bern stand. Die Hohe Gerichtsbarkeit lag beim Landgericht Seftigen. Nach dem Zusammenbruch des Ancien Régime (1798) gehörte Belpberg während der Helvetik zum Distrikt Seftigen und ab 1803 zum Oberamt Seftigen, das mit der neuen Kantonsverfassung von 1831 den Status eines Amtsbezirks erhielt.

## Sehenswürdigkeiten
In den Weilern sind stattliche Bauernhäuser aus dem 18. und 19. Jahrhundert erhalten. Besonders erwähnenswert ist die Hofgruppe Grossmatt mit einem Bauernhaus von 1751. Belpberg besitzt keine eigene Kirche; es gehört zur Kirchgemeinde Belp.